# بندانگشتی
بندانگشتی یا تامبلینا (به دانمارکی: Tommelise) یک افسانه ادبی نوشته‌ شده توسط نویسنده دانمارکی هانس کریستیان اندرسن است که برای اولین بار در ۱۶ دسامبر ۱۸۳۵ در کپنهاگ، دانمارک منتشر شد.

## داستان
زنی بچه می‌خواهد و از یک جادوگر پیر کمک می‌خواهد. او یک دانه جو جادویی از او دریافت می‌کند که آن را در یک گلدان می‌کارد. گلی از آن می‌روید که در شکوفه آن دختر کوچکی است که بلندتر از یک انگشت شست نیست و به همین دلیل به آن
«تامبلینا» می‌گویند.
یک شب، تامبلینا در تخت پوست گردوی خود خوابیده‌است، یک وزغ پیر به اتاق می‌پرد و تامبلینا را به دریاچه می‌رباید، زیرا وزغ در تامبلینا یک عروس مناسب برای پسر وزغ احمق و زشت خود می‌بیند. ماهی‌های دوست داشتنی، پد سوسن را که تامبلینا روی آن گیر کرده‌است، می‌جوند.
بنابراین او روی برگ که توسط پروانه‌ای کشیده می‌شود، رها می‌شود. یک خروس در طول راه عاشق تامبلینا می‌شود، اما وقتی سایر خروس‌ها تامبلینا را زشت صدا می‌کنند، او را رها می‌کند. زمستان در راه است و تامبلینا در حال گرسنگی و یخ زدن است. او در پریشانی خود از یک موش صحرایی مسن پناه می‌خواهد که با مهربانی می‌پذیرد. تامبلینا در ازای سفر و اسکان، باید خانه موش صحرایی را تمیز نگه دارد و در غروب‌های طولانی زمستان برای او داستان تعریف کند. تامبلینا یک پرستو یخ زده را پیدا می‌کند و به او شیر می‌دهد تا سالم بماند. همسایه، یک خال ثروتمند و به‌طور طبیعی کور، اغلب به ملاقات می‌آید و در نهایت دست بند انگشتی را می‌خواهد. تامبلینا در پشت پرستو به یک کشور گرم فرار می‌کند.
او در آنجا شاهزاده ای بالدار را می‌یابد که جثه خود را در تخت گلی در یک گل جذاب می‌کند و با او ازدواج می‌کند. شوهرش به او یک جفت بال می‌دهد و نام جدیدی به او می‌دهد: مایا. حالا هر دو می‌توانند از گلی به گل دیگر پرواز کنند.

## پذیرش انتقادی
اندرسن دو قسمت از اولین مجموعه داستان‌های پریان خود را در سال ۱۸۳۵ منتشر کرد، اولی در ماه مه و دومی در دسامبر. «بندانگشتی» اولین بار در قسمت دسامبر توسط کالیفرنیا رایتزل در ۱۶ دسامبر ۱۸۳۵ در کپنهاگ منتشر شد. بندانگشتی اولین داستان کتابچه بود که شامل دو داستان دیگر بود: «پسر شیطان» و «همسفر». این داستان در نسخه‌های جمع‌آوری شده آثار اندرسن در سالهای ۱۸۵۰ و ۱۸۶۳ دوباره منتشر شد.
اولین نقد هفت داستان ۱۸۳۵ تا سال ۱۸۳۶ ظاهر نشد و منتقدان دانمارکی مشتاق نبودند. سبک غیررسمی و پرحرفی قصه‌ها و بی‌اخلاقی آن‌ها در ادبیات کودک نامناسب تلقی می‌شد. با این حال، یکی از منتقدان تصدیق کرد که «بندانگشتی» «لذت‌انگیزترین افسانه‌ای است که می‌توانید آرزو کنید».
منتقدان اندرسن را تشویق نکردند. یک مجله ادبی هرگز به داستان‌ها اشاره نکرد، در حالی که مجله دیگری به اندرسن توصیه کرد که وقت خود را برای نوشتن افسانه‌ها تلف نکند. یکی از منتقدان اظهار داشت که اندرسن «فرم معمولی از آن نوع شعر را نداشت و مدل‌ها را مطالعه نمی‌کرد». اندرسن احساس کرد که بر خلاف تصورات از پیش تعیین شده آن‌ها در مورد اینکه یک افسانه باید باشد کار می‌کند و به رمان‌نویسی بازگشت و معتقد بود که این خواست واقعی اوست. واکنش انتقادی به داستان‌های ۱۸۳۵ آنقدر تند بود که او یک سال تمام منتظر ماند تا «پری دریایی کوچولو» و «لباس جدید پادشاه» را در سومین و آخرین قسمت از «قصه‌های پریان برای کودکان» منتشر کند.